# Леопольд VI (герцог Австрии)
Леопольд VI Славный (нем. Leopold VI; 15 октября 1176 — 28 июля 1230, Кассино) — герцог Штирии c 1194 года и Австрии с 1198 года из династии Бабенбергов. Сын герцога Леопольда V. Покровитель искусств, наук и религии, один из богатейших и образованнейших правителей Европы своего времени. При нём средневековое Австрийское герцогство достигло пика своего могущества. При дворе Леопольда VI обитали миннезингеры. В своих владениях герцог имел власть гораздо большую, чем император Священной Римской империи.

## Биография
Леопольд VI был младшим сыном герцога Австрии и Штирии Леопольда V, и Илоны Венгерской, дочери короля Гезы II.
После смерти отца в 1194 году он унаследовал Штирийское герцогство, но уже через четыре года умер его старший брат Фридрих I и Леопольд VI взошёл на престол Австрии.
В своей внешней политике Леопольд продолжал традиции своих предшественников из дома Бабенбергов и поддерживал в империи Гогенштауфенов в их борьбе с гвельфами. При этом ему удавалось не допускать открытого разрыва с папой римским, что позволило Леопольду выполнять функции посредника на переговорах императора и папы.

Авторитет австрийского герцога в Германии повысил брак дочери Леопольда VI Маргариты и Генриха Гогенштауфена, сына императора Фридриха II. Помимо неудачного вторжения чехов в Австрию в 1226 году, в правление Леопольда VI его государство находилось в безопасности и не участвовало в военных конфликтах.

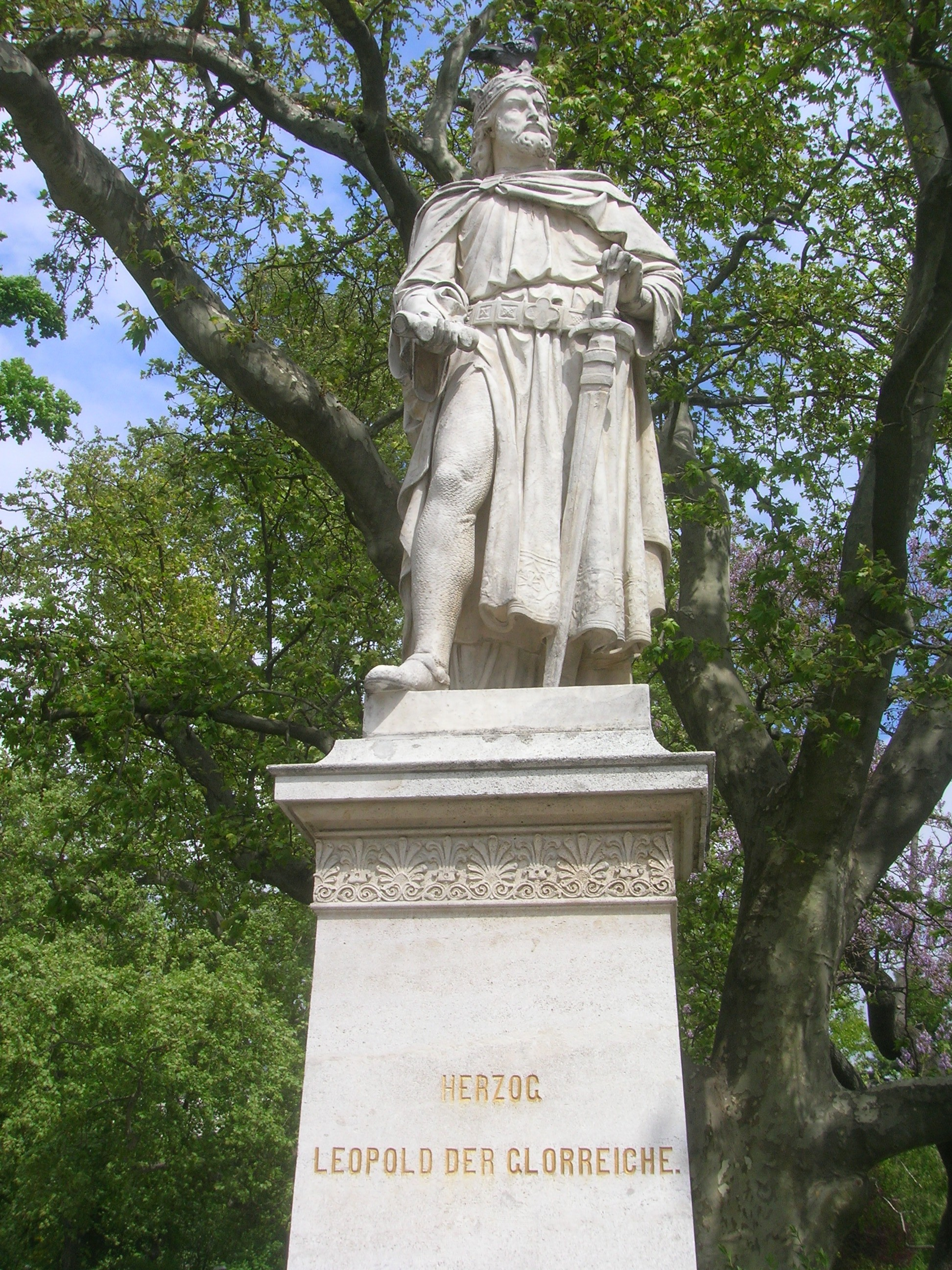
Памятник Леопольду VI в Вене

Леопольд VI проводил активную церковную политику. Он поддерживал рыцарские и нищенствующие ордена, особенно цистерцианцев и основывал монастыри (Лилиенфельд в Нижней Австрии, 1202 год). Герцог также принял участие в Альбигойском крестовом походе 1212 года против южно-французских еретиков, а позднее воевал вместе с королём Арагона против испанских мавров.
В 1216 году Леопольд VI отправился в Египет в составе армии крестоносцев во время Пятого крестового похода и принимал участие во взятии Дамиетты.
Герцог также занимался развитием торговли и ремесленного производства в Австрии и Штирии. При нём городское право получили Линц, Энс (1212 год), Вена (1221 год), что обеспечило быстрое развитие этих городов. Вена при Леопольде VI стала одним из важнейших городов Германии. Подъём торговли, особенно посреднической с Чехией, Венгрией и Баварией и Италией, обеспечил существенный рост доходов государства, что позволило герцогу вести широкое строительство. В частности, впервые в дунайском регионе начали возводиться готические постройки (церковь в Клостернойбурге). При дворе Леопольда VI творила целая плеяда выдающихся немецких миннезингеров: Вальтер фон дер Фогельвейде, Нейдхарт фон Ройенталь, Ульрих фон Лихтенштейн. Вполне вероятно, что именно при дворе герцога создана знаменитая «Песнь о Нибелунгах».
Правление Леопольда VI было временем расцвета средневекового Австрийского герцогства: страна переживала экономический и культурный подъем при стабильном международном положении и высоком престиже Бабенбергов в Европе.

## Брак и дети

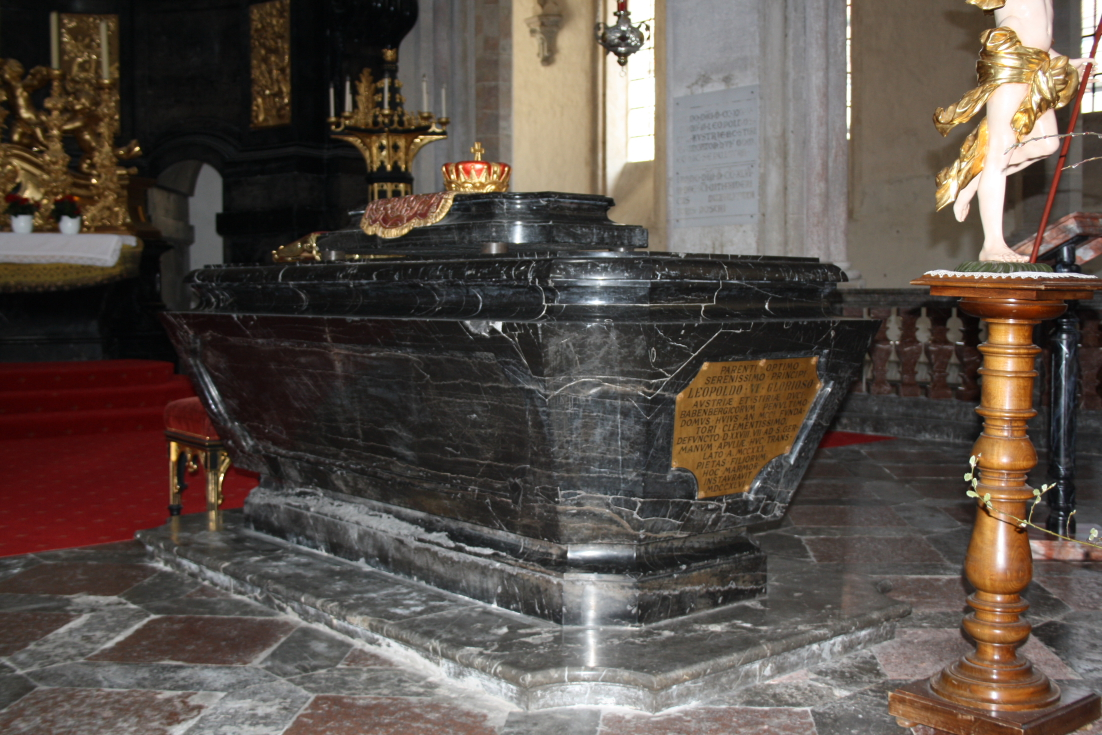
Саркофаг Леопольда VI в Лилиенфельде

- (1203) Феодора Ангелина (ум. 1246), дочь (или племянница) Исаака II, императора Византии

1. Леопольд (1208—1216)
2. Генрих (1208—1228), женат (1225) на Агнессе, дочери Германа I, ландграфа Тюрингии
3. Фридрих II (1210—1246), герцог Австрии и Штирии (c 1230 г.)
4. Маргарита (ум. 1267), замужем (1225) за Генрихом VII, королём Германии, вторым браком (1252) за Пржемыслом Оттокаром II, королём Чехии
5. Агнесса (1206—1226), замужем (1222) за Альбрехтом I, герцогом Саксонии
6. Констанция (1212—1243), замужем (1234) за Генрихом III Веттином, маркграфом Мейссенским
7. Гертруда (ум. 1241), замужем (1238) за Генрихом Распе, ландграфом Тюрингии